# Martin Romuáldez
Ferdinand Martin Gomez Romuáldez (Manila, 14 novembre 1963) è un politico filippino È stato leader della Maggioranza della Camera dei Rappresentanti delle Filippine dal 2019 al 2022 ed è l'attuale Presidente della Camera dei Rappresentanti.
È rappresentante del primo distretto della provincia di Leyte dal 2019, carica che ha già ricoperto dal 2007 al 2016.
Fa parte della nota famiglia Romualdez, avente grande influenza nello scenario politico di Leyte. È figlio dell'ex Ambasciatore Benjamin Romuáldez e nipote dell'ex First lady Imelda Marcos.

## Vita personale
È sposato con la reginetta di bellezza Yedda Marie Mendoza Kittilsvedt, con la quale ha tre figli: Andrew Julian (2000), Ferdinand Martin Jr. (2001), e Mariabella Gabrielle (2007).

## Carriera politica
Il 13 ottobre 2015, accompagnato da Imelda Marcos, ha presentato la propria candidatura a Senatore per le elezioni del 2016.